# Barepat
Barepat (armeniska: Բարեպատ) är en ort i Armenien. Den ligger i provinsen Gegharkunik, i den centrala delen av landet, 70 kilometer nordost om huvudstaden Jerevan. Barepat ligger 1 407 meter över havet och antalet invånare är 111.
Terrängen runt Barepat är kuperad söderut, men norrut är den bergig. Barepat ligger nere i en dal. Närmaste större samhälle är Sevan, 19,3 kilometer sydväst om Barepat. 
Omgivningarna runt Barepat är en mosaik av jordbruksmark och naturlig växtlighet. Runt Barepat är det ganska tätbefolkat, med 72 invånare per kvadratkilometer.